# Deinbollia fanshawei
Deinbollia fanshawei är en kinesträdsväxtart som beskrevs av Arthur Wallis Exell. Deinbollia fanshawei ingår i släktet Deinbollia och familjen kinesträdsväxter. Inga underarter finns listade i Catalogue of Life.